# Herman Lundquist
Claës Herman Gottfrid Lundquist, född 29 mars 1831 i Uppsala, död 21 maj 1899 i Hudiksvall, var en svensk skolman och kommunalpolitiker. 
Lundquist blev student vid Uppsala universitet 1849, filosofie kandidat 1856 och filosofie magister 1857. Han inledde därefter teologiska studier, men avbröt dessa och blev adjunkt vid Uppsala högre allmänna läroverk 1862 och därefter lektor i latin, grekiska och hebreiska språken vid Hudiksvalls högre allmänna läroverk 1867. Han var bland annat ledamot av och under några år vice ordförande i stadsfullmäktige i Hudiksvalls stad, ledamot av skolrådet, där han ännu vid sin död var vice ordförande, ledamot av styrelsen för stadens högre flickskola och suppleant i Gävleborgs läns landsting. Han var även ledamot av styrelsen för Hudiksvalls Boktryckeri AB.